# Nakurusjön
Nakurusjön är en sodasjö i Kenya. Sjön och området runt den utgör Nakurusjöns nationalpark. Sjöns rika algflora lockar dit ett stort fågelliv, däribland stora mängder mindre flamingor.

## Nakurusjöns nationalpark

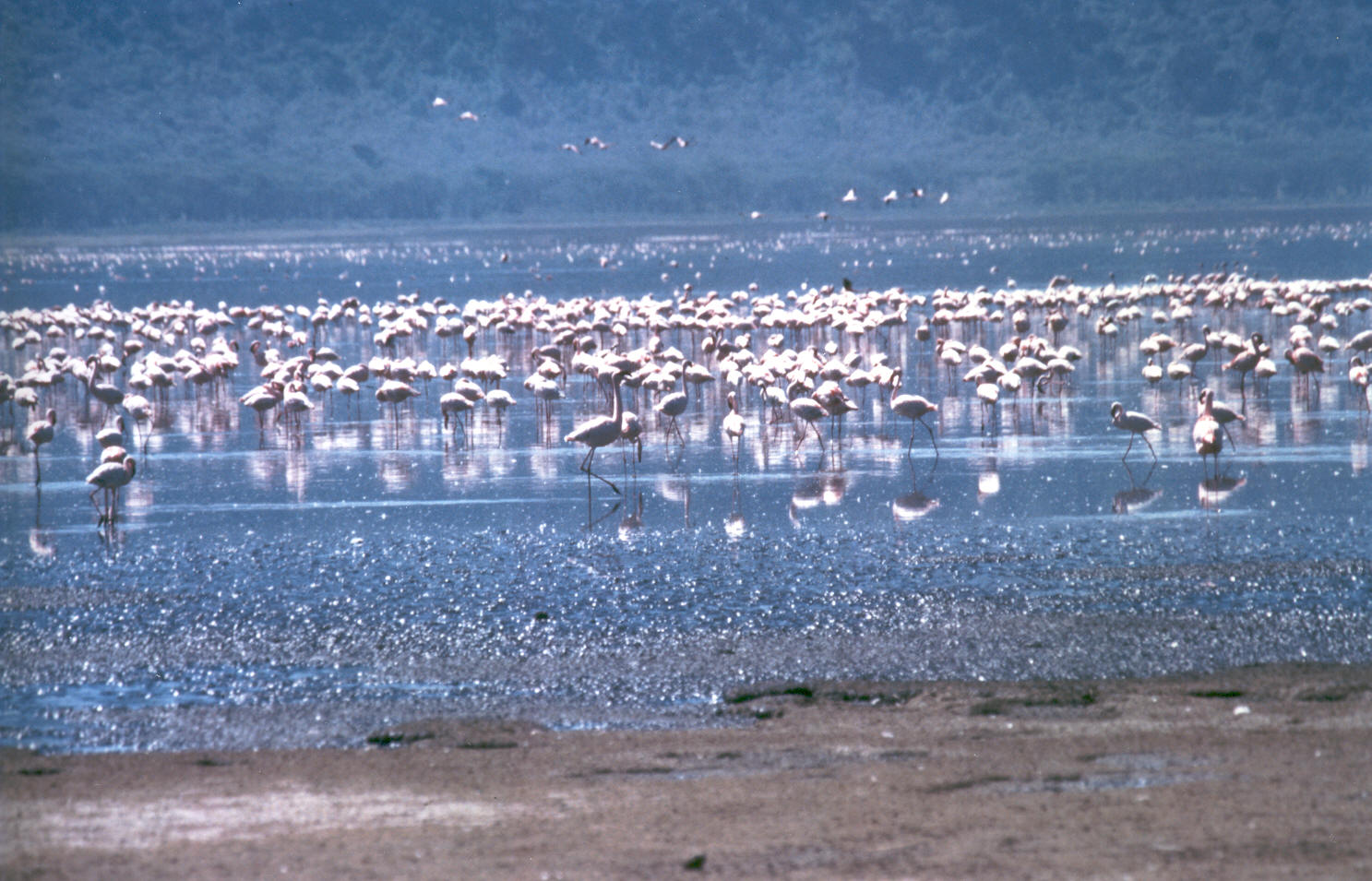
Flamingor vid sjön Nakuru

Nakurusjöns nationalpark är sedan 1961 en av Kenyas nationalparker, och sköts om av Kenya Wildlife Service. Parken omslöt först bara Nakurusjön, men har nu utökats med att inkludera även en del av den angränsande savannen och har numera en yta på 168 km². Den ligger granne med staden Nakuru. På den relativt lilla inhägnade ytan finns, förutom de stora fågelpopulationerna, även bl.a. svart och vit noshörning som introducerats i parken av människan. Detta har fallit väl ut och nu finns en av landets högsta koncentrationer av noshörning just här. Även leoparden, som kan vara knepig att hitta på savannens slätter, har setts allt oftare i denna park på senare tid.